# Siennica Różana (gromada)
Siennica Różana – dawna gromada, czyli najmniejsza jednostka podziału terytorialnego Polskiej Rzeczypospolitej Ludowej w latach 1954–1972.
Gromady, z gromadzkimi radami narodowymi (GRN) jako organami władzy najniższego stopnia na wsi, funkcjonowały od reformy reorganizującej administrację wiejską przeprowadzonej jesienią 1954 do momentu ich zniesienia z dniem 1 stycznia 1973, tym samym wypierając organizację gminną w latach 1954–1972.
Gromadę Siennica Różana z siedzibą GRN w Siennicy Różanej utworzono – jako jedną z 8759 gromad na obszarze Polski – w powiecie krasnostawskim w woj. lubelskim na mocy uchwały nr 9 WRN w Lublinie z dnia 5 października 1954. W skład jednostki weszły obszary dotychczasowych gromad Siennica Różana, Wola Siennicka, Siennica Królewska Duża, Siennica Królewska Mała, Baraki, Stójło i Kozienice, ponadto miejscowość Boruń kol. z dotychczasowej gromady Maciejów oraz las państwowy o powierzchni 602 ha z dotychczasowej gromady Siennica Nadolna, ze zniesionej gminy Siennica Różana w tymże powiecie. Dla gromady ustalono 21 członków gromadzkiej rady narodowej.
1 stycznia 1960 do gromady Siennica Różana włączono obszar zniesionej gromady Żdżanne w tymże powiecie.
1 stycznia 1962 do gromady Siennica Różana włączono wieś i kolonię Rudka ze zniesionej gromady Siennica Nadolna w tymże powiecie.
Gromada przetrwała do końca 1972 roku, czyli do kolejnej reformy gminnej. 1 stycznia 1973 w powiecie krasnostawskim reaktywowano gminę Siennica Różana.